# Коллінс-Рівер (Монтсеррат)

Мапа Монтсеррату з річками острова

Коллінс Рівер (англ. Collins River) — невеличка річка на острові Монтсеррат (Британські заморські території). Витік розташований на висоті близько 450 метрів над рівнем моря з гірського пасма в центрі острова Центр Гілл (Centre Hills). Впадає до Карибського моря.

## Особливості
Гідрографія острова Монтсеррат значно змінилася, внаслідок кількох вивержень вулкану на горі Суфрієр-Гіллз у 1997 році. Однак північна територія острова не зазнала суттєвих змін, відтак Коллінс Рівер та її річище незмінні, відколи притокові води з підземних джерел та дощів у верхів'ях річки — пробили собі нові шляхи, аби влитися до Карибського моря.
Протікає через поселення: Деві Гілл Норт (Davy Hill North), Сент-Джонс Норт (St. Johns North), Свініс (Sweeney's) та Барзейс (Barzeys) і тече в північно-західній частині острова, а саме територією парохії Сент-Пітер.
Гірська річка, яка починається біля підніжжя Кеті Гілл (Katy Hill) і стрімко стікає до узбережжя. Течія річки бурхлива, яка вибиває в рельєфі численні перекати і водоспади та глибоку ущелину.